# Hilda Flores Escalera
Hilda Esthela Flores Escalera (Saltillo, Coahuila, México; 9 de septiembre de 1970) es una política mexicana afiliada al Partido Revolucionario Institucional (PRI). Fue senadora de la República por la vía plurinominal de 2012 a 2018 en la LXII y LXIII Legislatura del Congreso de la Unión. Desde 2023 es titular de la representación de Coahuila en la Ciudad de México.

## Primeros años
Hilda Esthela Flores Escalera nació el 9 de septiembre de 1970 en la ciudad de Saltillo, Coahuila, México. De 1987 a 1991 estudió la licenciatura en ciencias políticas y administración pública en la Universidad Autónoma del Noreste (UANE).

## Trayectoria política
De 1995 a 1999 fue directora del Servicio Estatal de Empleo de Coahuila. De 2000 a 2001 fue subsecretaria de Asuntos Sociales del Estado durante la gubernatura de Enrique Martínez y Martínez. Fue diputada del Congreso del Estado de Coahuila en la LVI Legislatura, del 1 de enero de 2003 al 31 de diciembre de 2005, en representación del distrito 2 del estado. De 2005 a 2008 fue secretaria de turismo de su estado, durante la gubernatura de Humberto Moreira.
En las elecciones estatales de Coahuila de 2008 fue elegida como diputada del Congreso del Estado de Coahuila en la LVIII Legislatura, en representación del distrito 3 del estado. Cuatro meses después de asumir el cargo pidió licencia para poder ser postulada como diputada federal por la vía plurinominal en las elecciones federales de 2009. Su suplente, Diana Patricia González Soto, también pidió licencia el mismo día en que tomó juramento del cargo para poder postularse igualmente como diputada federal, dejando vacante el escaño del distrito 3 del estado.
Tras las elecciones de 2009, Hilda Flores ocupó un escaño de representación proporcional en la Cámara de Diputados, al cual renunció pocos meses después de asumir el cargo, dejándole el escaño a su suplente, Noé Fernando Garza Flores. Hilda Flores regresó a ocupar su escaño en el congreso de Coahuila tras casi un año de licencia.
En las elecciones federales de 2012 fue postulada por el Partido Revolucionario Institucional como parte de su lista de senadores plurinominales. Tras los comicios, Hilda Flores fue senadora de la República en la LXII y LXIII Legislatura del Congreso de la Unión, del 1 de septiembre de 2012 al 31 de agosto de 2018.
En 2017 fue elegida dirigente nacional del Organismo Nacional de Mujeres Priistas (ONMPRI), con quienes se comprometió a trabajar para la propuesta de candidatas de las elecciones de 2018. En septiembre de 2019 renunció al cargo, fue sustituida por Monserrat Alicia Arcos Velázquez.

## Controversia de las «Juanitas»
En las elecciones federales de 2009 se establecieron cuotas de igualdad de género para todos los partidos, haciendo obligatorio que sus listas de diputados plurinominales incluyeran la misma cantidad de hombres y de mujeres. Varios partidos buscaron superar este límite anotando mujeres en sus listas con hombres como suplentes, con la intención de que las mujeres renunciaran a su escaño, dejando vía libre a que sus suplentes ocuparan el cargo durante toda la legislatura. Entre las mujeres acusadas de participar en este esquema estuvo Hilda Flores, quien pidió licencia del cargo cuatro meses después de tomar juramento, entregando su escaño de diputada federal a su suplente, Noé Fernando Garza Flores.

## Reconocimientos
- 2017 Premio Águila Canacintra al Mérito Legislativo[3][13]